# Nate Gerwig
Nathan Gerwig, detto Nate (Pittsburgh, 27 giugno 1983), è un ex cestista statunitense, professionista nella NBDL e in Europa.